# Allegro con brio
Allegro con brio је југословенски филм из 1973. године. Режирао га је Иван Хетрих, а сценарио је писала Олга Савић.

## Улоге
| Глумац           | Улога    |
| ---------------- | -------- |
| Миха Балох       | Иван     |
| Никола Цар       |          |
| Изет Хајдархоџић | Сусјед   |
| Ана Карић        |          |
| Емил Кутијаро    |          |
| Златко Мадунић   |          |
| Мише Мартиновић  |          |
| Нева Росић       | Ирена    |
| Данило Маричић   | Лијечник |
| Миодраг Лончар   | Џејмс    |
| Боривој Шембера  | Водитељ  |